# Xian de Quanjiao
Le xian de Quanjiao (全椒县 ; pinyin : Quánjiāo Xiàn) est un district administratif de la province de l'Anhui en Chine. Il est placé sous la juridiction de la ville-préfecture de Chuzhou.

## Démographie
La population du district était de 450 390 habitants en 1999.